# California Motor Company
California Motor Company war ein US-amerikanischer Hersteller von Fahrzeugen.

## Unternehmensgeschichte
Louis H. Bill gründete 1901 das Unternehmen in San Francisco in Kalifornien. Er stellte hauptsächlich Fahrräder und Motorräder her. Außerdem fertigte er  Automobile nach Kundenaufträgen. Der Markenname lautete California. 1905 endete die Produktion.
Es gab keine Verbindungen zu den anderen Herstellern von Fahrzeugen der Marke California: California Automobile Company, California Automobile Company und California Motors.